# Isaac Peral

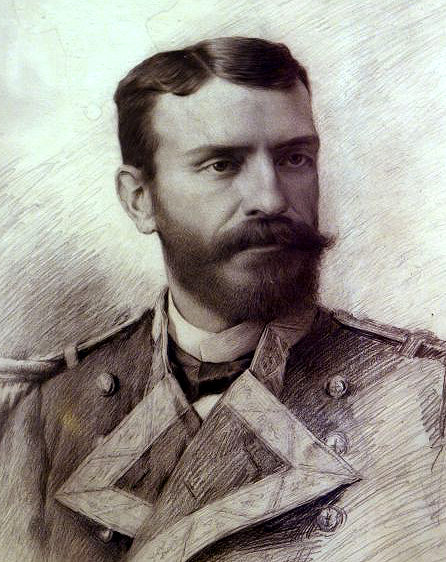
Isaac Peral

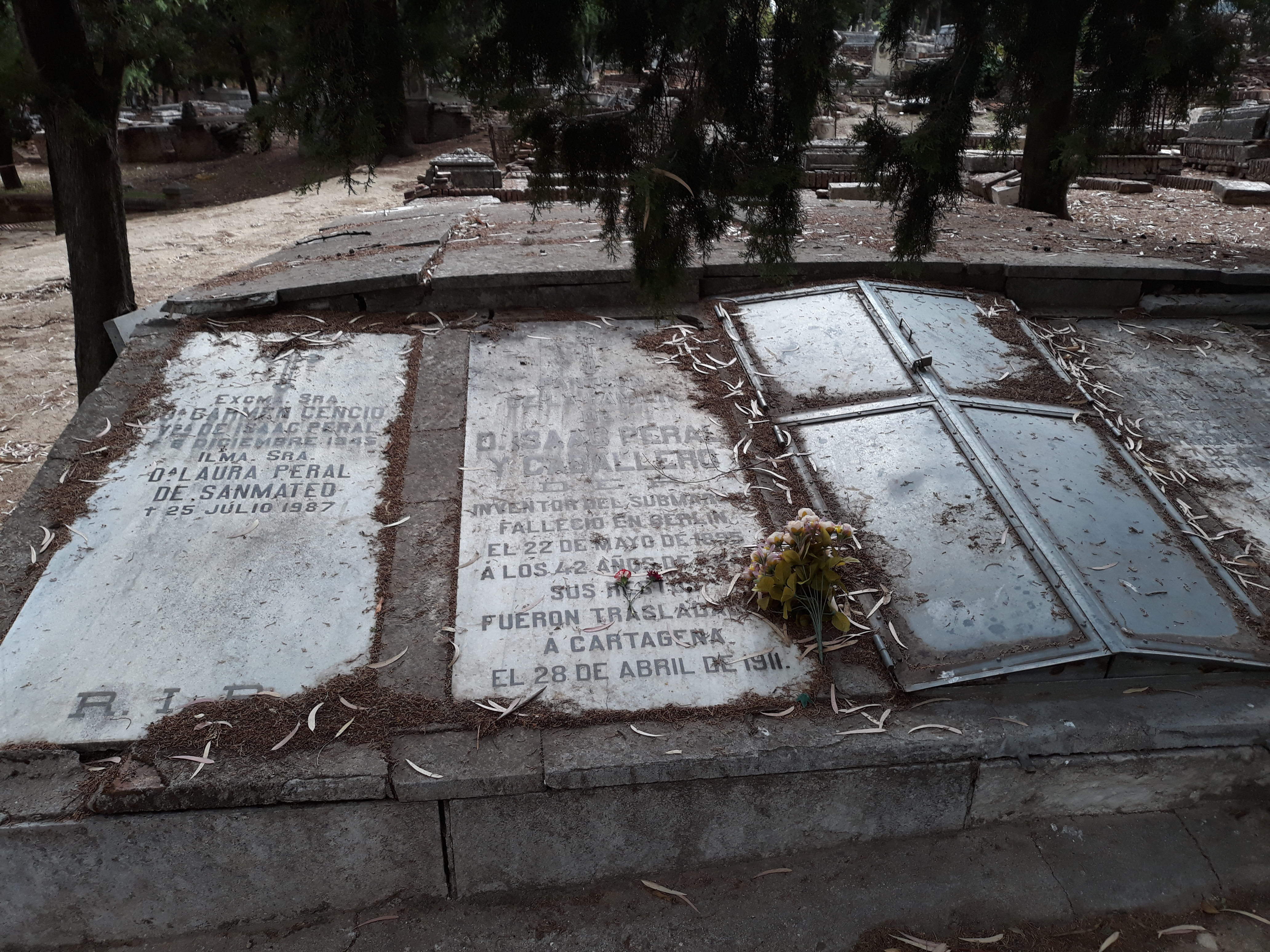
Das alte Familiengrab von Isaac Peral auf dem Almudena-Friedhof in Madrid.

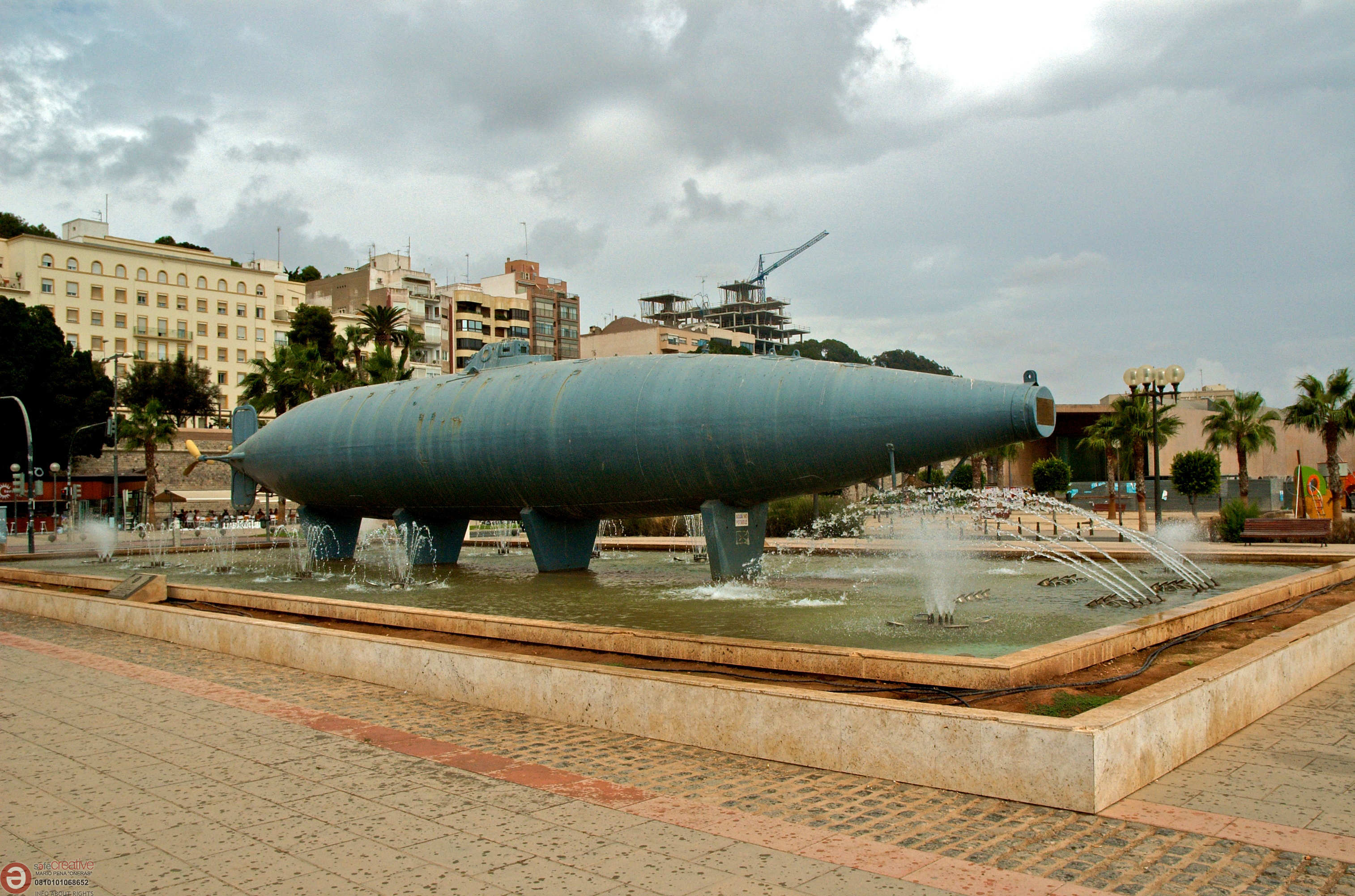
Das in Cartagena liegende, von Peral gebaute U-Boot

Isaac Peral y Caballero (* 1. Juni 1851 in Cartagena; † 22. Mai 1895 in Berlin) war Kapitänleutnant (teniente de navío) der spanischen Marine, Ingenieur und U-Boot-Pionier. Er war im Unabhängigkeitskrieg in Kuba sowie im dritten Karlistenkrieg eingesetzt und wurde dabei ausgezeichnet. Er veröffentlichte eine Schrift über Hurrikane, wurde für die Planung von Kanalbauarbeiten auf den Philippinen herangezogen und lehrte Physik und Mathematik an der Weiterbildungsakademie der Marine. Nach seinem Ausscheiden aus der Marine betrieb er private Projekte der Energieversorgung. Er starb in Berlin, wo er sich zu einer ärztlichen Behandlung aufhielt.

## Das U-Boot „Peral“
1888 baute er trotz anfänglichen Widerstands des Marineministeriums das U-Boot Peral, wofür sich die Regentin Maria Christina verwendet hatte. Das Boot war 21 m lang, hatte zwei 30-PS-Elektromotoren (mit allerdings unzureichenden Akkumulatoren) und ein Torpedorohr und verdrängte über Wasser 77, getaucht 85 Tonnen. Es erreichte eine Geschwindigkeit von 7 Knoten. 1889 machte Peral als erster drei erfolgreiche Tests mit dem Whitehead-Torpedo. Hierbei handelt es sich um eine von einem Propeller angetriebene Seemine. Dennoch wurden seine Pläne nicht unterstützt; gegen den Erfinder wurden Intrigen angezettelt. Bis auf ein Satiremagazin fand er keine Zeitungen, die bereit waren, über die erfolgreiche Erprobung zu berichten. Das Boot steht heute im Marinemuseum Cartagena.
Vier in Bau befindliche U-Boote der spanischen Marine bilden die Isaac-Peral-Klasse. 